# Повертайся з сонцем
«Повертайся з сонцем» — радянський художній фільм-мелодрама 1969 року, знятий режисером Хабібом Файзієвим на кіностудії «Узбекфільм».

## Сюжет
Сонячний узбецький аул. Дівочий сміх, освідчення в коханні, розмови про майбутнє, занепокоєння батьків за долю своїх дітей, які так швидко виросли. І раптом війна. Як і в багатьох кінотворах про Німецько-радянську війну героям цього фільму судилося прожити два дуже різні життя: перше — довоєнне, безтурботне, і друге — коли серед окопів, боїв, снігових мінних полів, диму та згарищ великої війни герой тримає свій найскладніший, айвідповідальніший іспит. І витримує його.

## У ролях
- Раджаб Адашев — Кудрат Суюнов (дублював В. Ферапонтов)
- Лола Бадалова — Шарафат (дублювала А. Кончакова)
- Олександр Мілютин — Сорокін (дублював В. Баландін)
- Микола Олійник — радист (дублював Ю. Мартинов)
- Хамза Умаров — Шер-ака (дублював К. Тиртов)
- Лариса Зубкович — Муніс (дублювала А. Будницька)
- Віталій Штряков — Горобець (дублював В. Захарченко)
- Мукамбар Рахімова — Рахат
- Уктам Лукманова — Ділбар

## Знімальна група
- Режисер — Хабіб Файзієв
- Сценарист — Зіннат Фатхуллін
- Оператор — Дільшат Фатхуллін
- Композитор — Руміль Вільданов
- Художник — Вадим Добрін